# DRV PNKスタジアム
チェイス・スタジアム（英語：Chase Stadium）は、アメリカ合衆国フロリダ州フォートローダーデールにあるサッカー専用スタジアム。インテル・マイアミCFのトップチームとリザーブチームがホームスタジアムとして使用している。これまでインテル・マイアミCFスタジアム（Inter Miami CF Stadium）あるいはDRV PNKスタジアムと呼ばれていた。

## 概要
現在はインテル・マイアミCFのとなったフォートローダーデールCFが2016年までホームスタジアムとしていたロックハート・スタジアムの跡地に建設された。スタジアムは2020年3月に竣工したもののコロナウイルスによる影響でMLSの開幕が延期され、同年7月18日にこけら落しとなった。

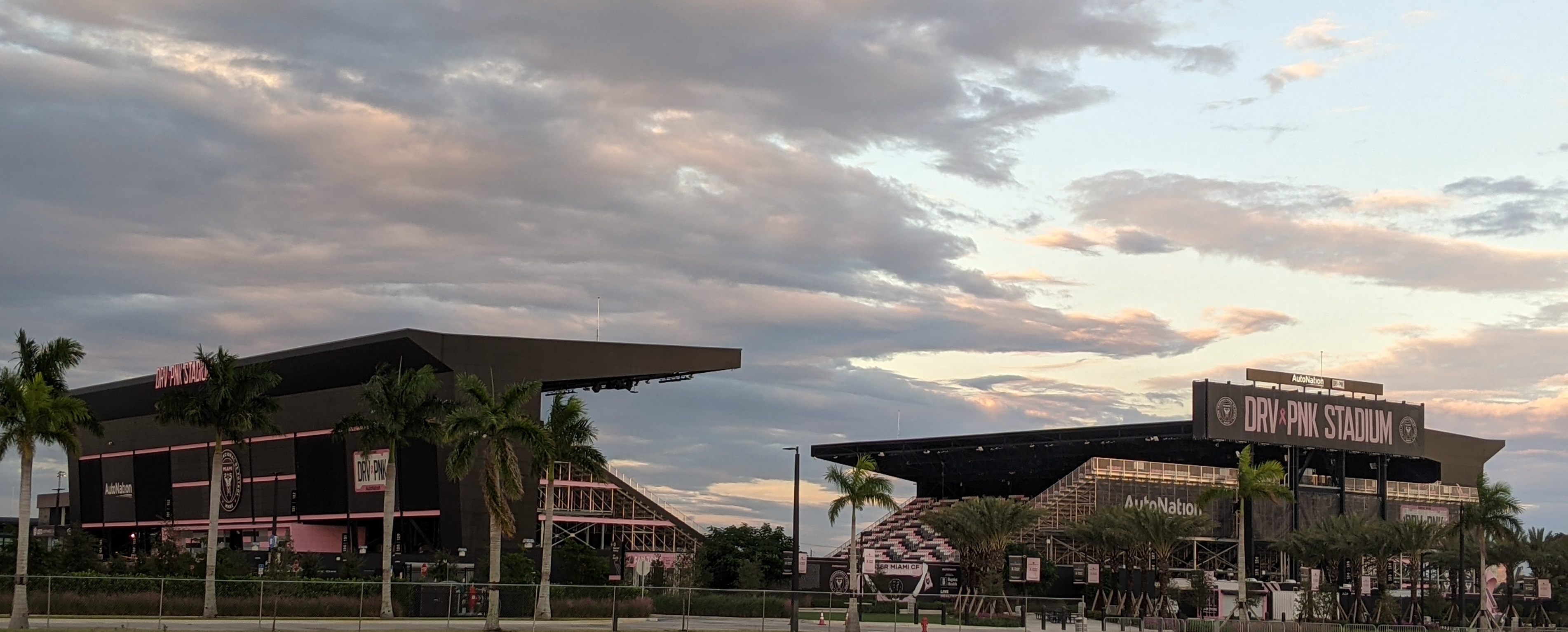
2021年のDRV PNKスタジアム

2021年4月8日、インテル・マイアミCFは自動車小売業者であるAutoNation社がスタジアムの命名権を含むスポンサーになったことを発表し、DRV PNKスタジアム（DRV PNK Stadium）と命名された。AutoNation社が力を入れている乳癌啓発ピンクリボンキャンペーンの一環の名称で、「Drive Pink」 を短縮した名称となっている。その後JPモルガン・チェースが取得している。

## 開催された主なイベント

### サッカー
- 国際Aマッチ

| 日付           | ホームチーム   | 結果 | アウェーチーム | ラウンド |
| -------------- | -------------- | ---- | -------------- | -------- |
| 2020年12月9日  | アメリカ合衆国 | 6-0  | エルサルバドル | 親善試合 |
| 2022年6月11日  | エクアドル     | 0-6  | カーボベルデ   | 親善試合 |
| 2023年12月10日 | コロンビア     | 1-0  | ベネズエラ     | 親善試合 |

- 国際Aマッチ（女子）

| 日付           | ホームチーム   | 結果 | アウェーチーム | ラウンド |
| -------------- | -------------- | ---- | -------------- | -------- |
| 2022年11月10日 | アメリカ合衆国 | 1-2  | ドイツ         | 親善試合 |

- クラブ間親善試合

| 日付          | ホームチーム         | 結果 | アウェーチーム | ラウンド |
| ------------- | -------------------- | ---- | -------------- | -------- |
| 2022年7月19日 | インテル・マイアミCF | 0-6  | FCバルセロナ   |          |

## ギャラリー

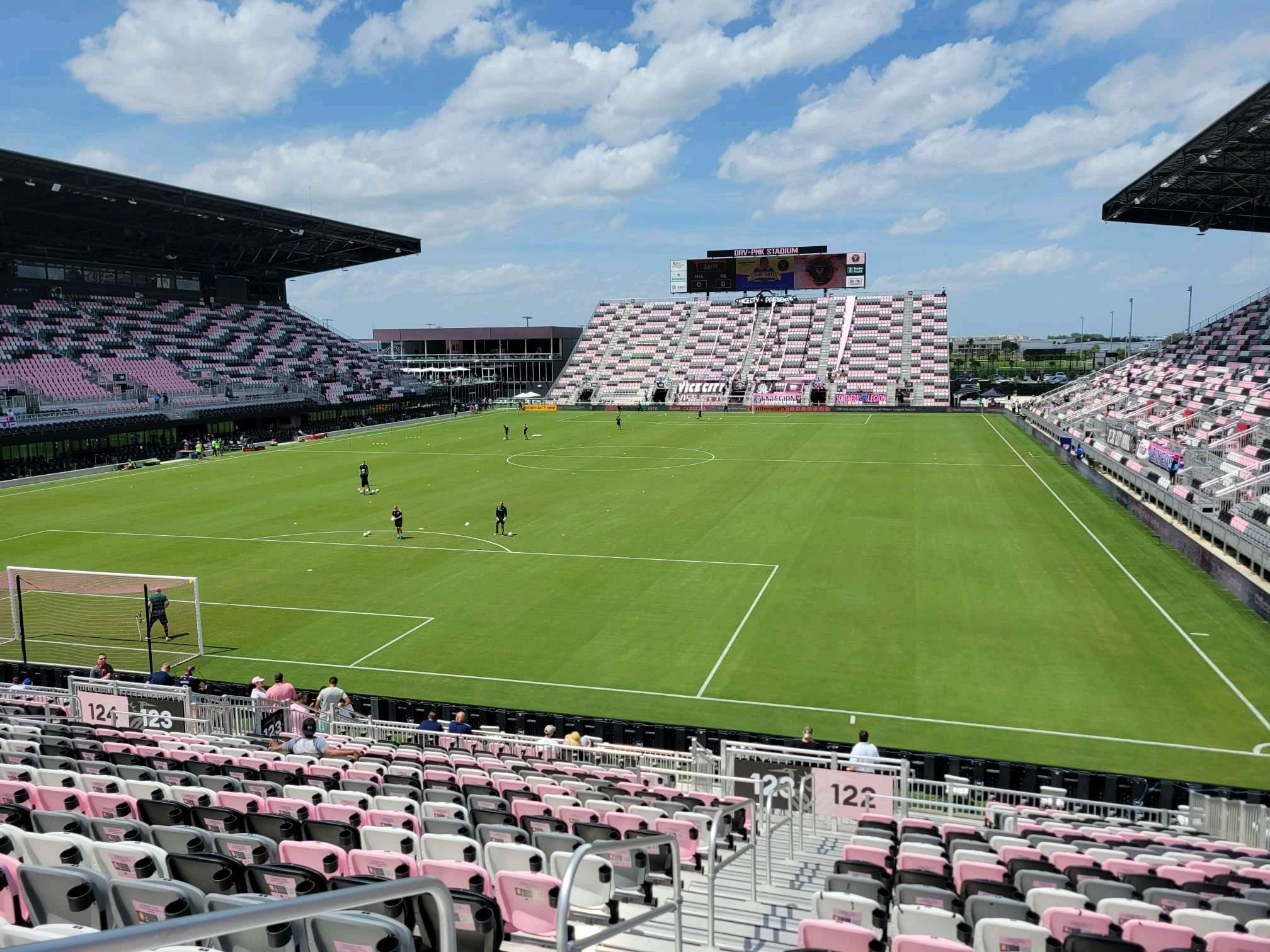
内観1
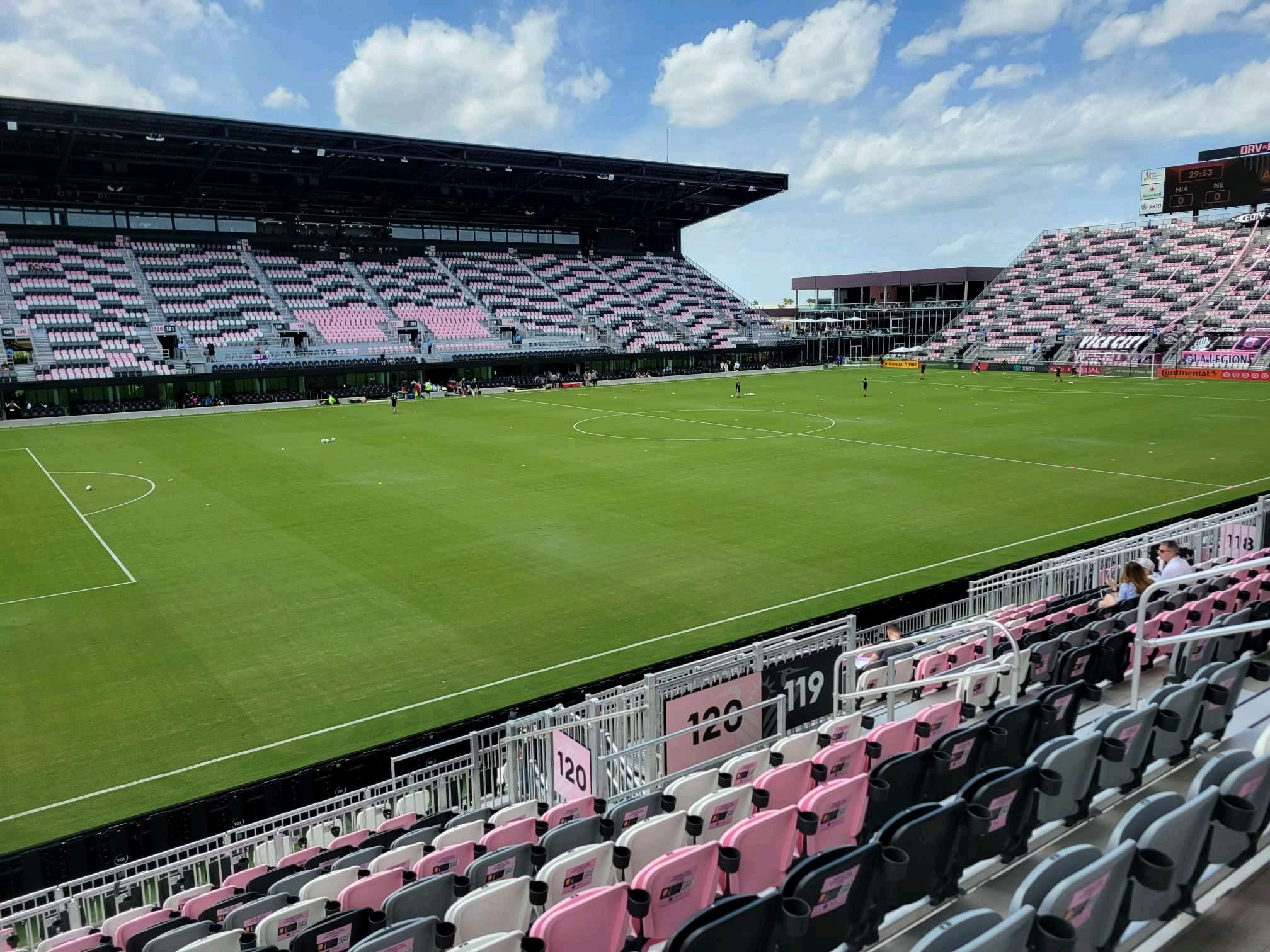
内観2
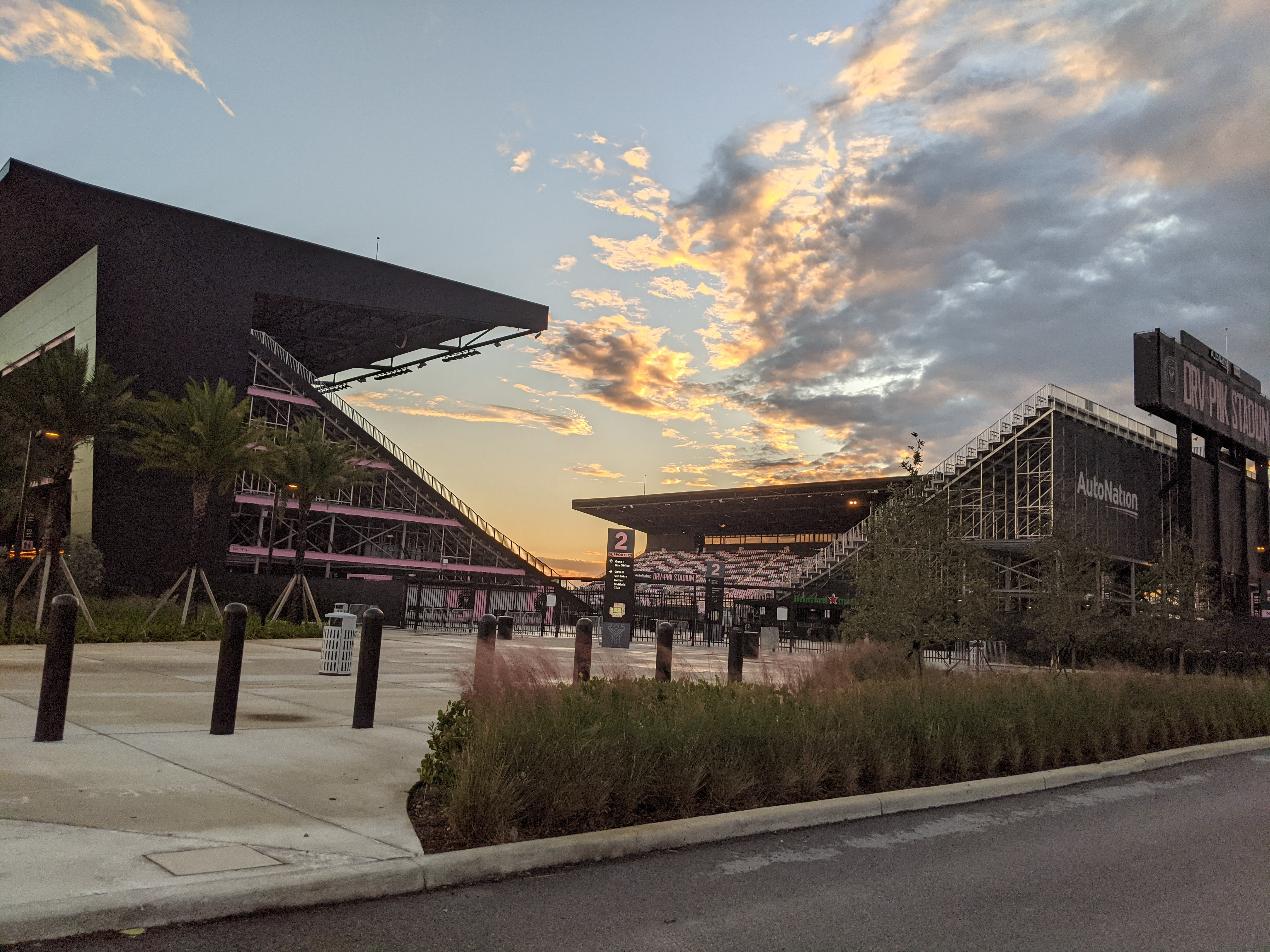
外観1
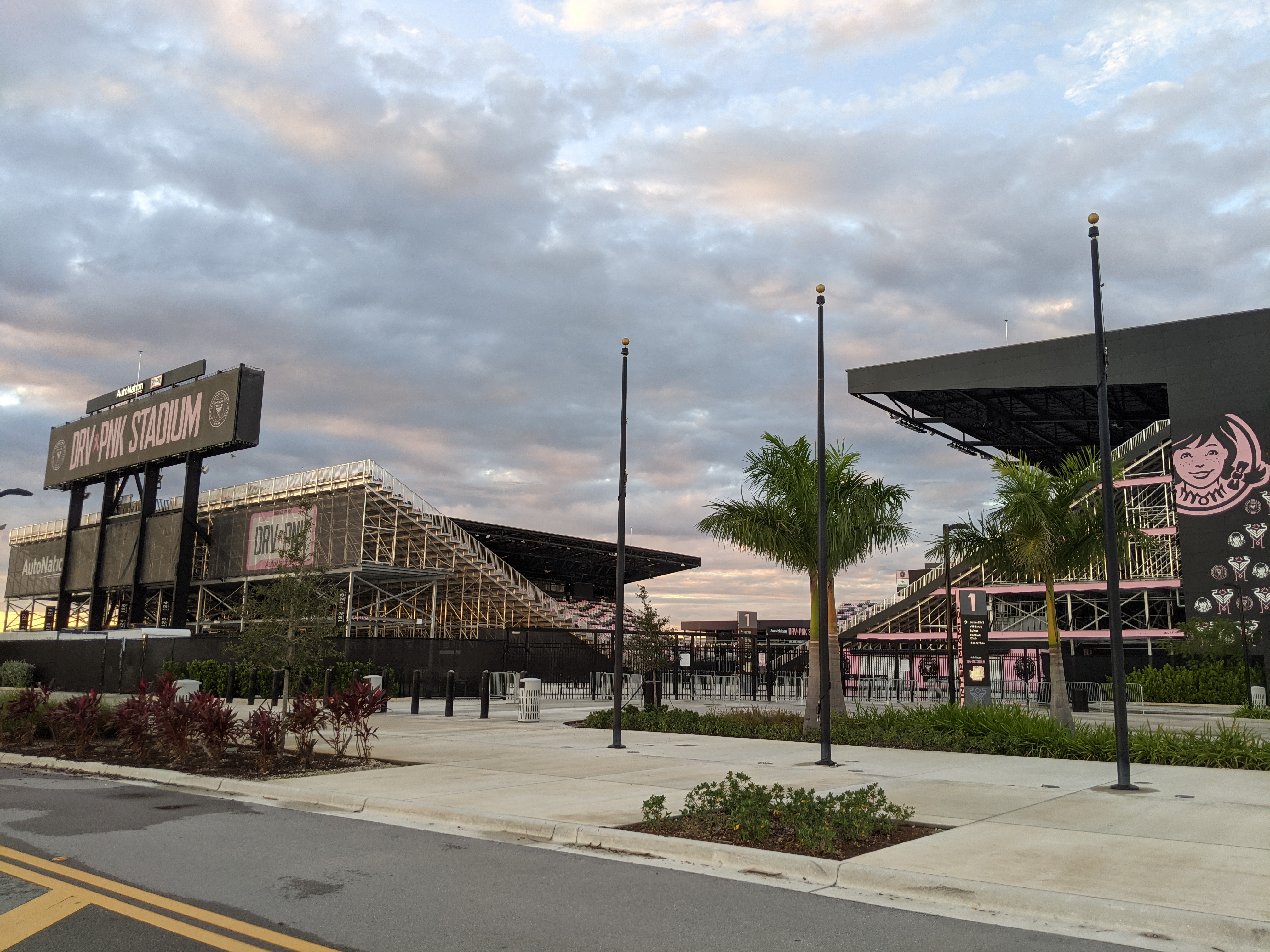
外観2